# Zebrus zebrus
Il ghiozzetto zebra (Zebrus zebrus)  è un pesce di mare appartenente alla famiglia Gobiidae.

## Distribuzione ed habitat
Endemico del mar Mediterraneo. 

Vive in acque basse ben nascosto nelle fessure dei fondi duri ed algosi che predilige.

## Descrizione
Si riconosce principalmente in base alla livrea che presenta una fascia chiara obliqua sulla nuca. Essendo però la colorazione molto variabile questo disegno può scomparire ed in tal caso diventa molto difficile da determinare ma si può osservare la narice anteriore dotata di tentacolo e la testa appiattita. I maschi sono di solito più scuri. 

Misura sui 5 cm di media.

## Biologia
Vive nascosto ed è molto difficile da vedere ma non raro.